# آيت ولال (عمالة مكناس)
آيت ولاّل هي قرية مغربية صغيرة، تنتمي لإقليم مكناس وسط شمال البلاد. تضم آيت ولاّل 5.455 ساكنا (حسب إحصاء 2004).
تقع «آيت ولال» بين مدينتي فاس ومكناس، جماعة المهاية، وتنتمي لإقليم مكناس. وهي قرية صغيرة يبلغ عدد سكانها 1000 شخصا. يعتمد سكان القرية على الفلاحة وتربية المواشي وعلى مساعدات أبناء القرية المتواجدين في أوروبا، خاصة في فرنسا. وتضم الساكنة خليطا من البربر والعرب. يتحدث كل سكان القرية اللهجة المغربية العربية مع وجود قلة قليلة من الساكنة البربرية وخاصة المسنون منهم التي تتحدث بالأمازيغية. وتعرف هذه القرية نسبة كبيرة من الأمية والهدر المدرسي نظرا لبساطة الناس ومستوى عيشهم بالإضافة إلى سياسة الدولة في تهميش القرى.